# El Roble
El Roble – miasto w Kolumbii, w departamencie Sucre.